# Battaglia di Lipnic
La battaglia di Lipnic venne combattuta il 20 agosto 1470 tra il voivoda (principe) di Moldavia Ștefan III cel Mare e le forze tartare della Grande Orda guidate da Akhmat Khan. Lo scontro si concluse con la netta vittoria delle truppe moldave.